# Reteremuloides bifurcatus
Reteremuloides bifurcatus är en kvalsterart som beskrevs av Sandór Mahunka 1989. Reteremuloides bifurcatus ingår i släktet Reteremuloides och familjen Eremulidae. Inga underarter finns listade i Catalogue of Life.